# Saint-Aubin-sur-Aire
Saint-Aubin-sur-Aire is een gemeente in het Franse departement Meuse (regio Grand Est) en telt 156 inwoners (1999).
De gemeente maakt deel uit van het arrondissement Commercy en is sinds 22 maart 2015 onderdeel van het kanton Vaucouleurs, toen het werd overgeheveld van het aangrenzende kanton Commercy.

## Geografie
De oppervlakte van de gemeente bedraagt 13,6 km², de bevolkingsdichtheid is 11,5 inwoners per km².
Bij Saint-Aubin-sur-Aire ontsprongt de rivier Aire.
De onderstaande kaart toont de ligging van Saint-Aubin-sur-Aire met de belangrijkste infrastructuur en aangrenzende gemeenten.

## Demografie
Onderstaande figuur toont het verloop van het inwonertal (bron: INSEE-tellingen).